# Этиленкарбонат
Этиленкарбонат (1,3-диоксолан-2-он, гликолькарбонат) — органическое соединение, сложный эфир угольной кислоты и этиленгликоля. Бесцветные кристаллы без запаха. Малотоксичен.

## Получение
- Основным способом получения является взаимодействие этиленоксида с углекислым газом при температуре 150—200 °C и давлении 2—8 МПа в присутствии катализатора. В качестве последнего могут использовать галогениды щелочных металлов или тетраалкиламмония, бис-(трифенилфосфин)-никель[2]:

- Конденсация этиленгликоля с различными производными угольной кислоты — диалкилкарбонатами, амидами, галогенангидридами и другими[3]:

{\displaystyle {\ce {(CH3O)2C=O + C2H4(OH)2 -> (CH2O)2C=O + 2CH3OH}}}
{\displaystyle {\ce {(NH2)2C=O + C2H4(OH)2 -> (CH2O)2C=O + 2NH3}}}
{\displaystyle {\ce {COCl2 + C2H4(OH)2 -> (CH2O)2C=O + 2HCl}}}
- Реакция этиленхлоргидрина с натриевой солью алкилкарбонатов или с концентрированными растворами неорганических карбонатов[2]:

{\displaystyle {\ce {CH2Cl-CH2OH + Na2CO3 -> (CH2O)2C=O + NaCl + NaOH}}}

## Физические свойства
Этиленкарбонат представляет собой бесцветные кристаллы без запаха. В жидком виде растворяет многие полимеры, полиэфирные волокна и смолы, к примеру, ПВХ, ацетат и нитрат целлюлозы, полиакрилонитрил, полиэтилентерефталат. Растворим в этаноле, диэтиловом эфире, ароматических углеводородах, ацетоне, карбоновых кислотах. Не растворим в сероуглероде, алифатических углеводородах, смешивается с водой в любых соотношениях, однако водные растворы этиленкарбоната неустойчивы вследствие гидролиза данного соединения. Негигроскопичен.
Энтальпия плавления составляет 13,3 кДж/моль, энтальпия испарения равна 56,5 кДж/моль при 130 °C, энтальпия сгорания составляет -1171 кДж/моль.
| Температура, °C     | 109 | 119 | 135  | 150  | 157 | 164 |
| Давление паров, кПа | 0,9 | 1,5 | 3,02 | 5,61 | 7,2 | 9,1 |

## Химические свойства
По химическим свойства этиленкарбонат аналогичен пропиленкарбонату.
- Взаимодействует с нуклеофилами, при этом расщепляясь преимущественно по связи C—O[2]:

{\displaystyle {\ce {(CH2O)2C=O + RCOOH -> RC(O)OCH2CH2OH + CO2 ^}}}
{\displaystyle {\ce {(CH2O)2C=O + ROH -> ROCH2CH2OH + CO2 ^}}}
{\displaystyle {\ce {(CH2O)2C=O + PhNH2 -> PhNHCH2CH2OH + CO2 ^}}}
- Каталитическое гидрирование приводит к этиленгликолю и метанолу[2]:

{\displaystyle {\ce {(CH2O)2C=O + 3H2 ->[kat] CH2OH-CH2OH + CH3OH}}}
- Гидролизуется с образованием этиленгликоля. Этот процесс ускоряется в присутствии кислот и щелочей[4]:

{\displaystyle {\ce {(CH2O)2C=O + H2O -> CH2OH-CH2OH + CO2 ^}}}
- Может оксиалкилировать различные соединения, к примеру фенолы. Реакции подобного рода идут с хорошим выходом, если в смесь вводятся феноляты или карбонаты щелочных металлов[6]:

{\displaystyle {\ce {(CH2O)2C=O + C6H5OH -> HOCH2-CH2-O-C6H5 + CO2 ^}}}
- Медленно разлагается до окиси этилена при нагревании до 200—245 °C, в присутствии кислот и щелочей уже при температуре 125 °C[5]:

{\displaystyle {\ce {(CH2O)2C=O ->[t] (CH2CH2)O + CO2 ^}}}

## Применение
Этиленкарбонат имеет важное практическое значение, так как благодаря своей малой токсичности и высокой диэлектрической проницаемости он используется в качестве апротонного растворителя полимеров в текстильной и химической промышленности. Мало влияет на разрыв цепей при полимеризации, что позволяет проводить в этиленкарбонате реакции полимеризации различных соединений.
Является экстрагентом ароматических углеводородов, а также исходным веществом для синтеза различных пластификаторов, модификаторов, полимеров, мономеров, средств защиты растений. В частности, путём хлорирования этиленкарбоната с последующим дегидрохлорированием триэтиламином синтезируют виниленкарбонат.